# Saison 1996 de l'équipe cycliste Rabobank
L'Équipe cycliste Rabobank effectuait en 1996 sa première saison, succédant à l'équipe Novell.

## Effectif
| Cycliste            | Date de naissance | Nationalité | Équipe 1995               |
| ------------------- | ----------------- | ----------- | ------------------------- |
| Michael Blaudzun    | 30-04-1973        | Danemark    | Novell                    |
| Michael Boogerd     | 28-05-1972        | Pays-Bas    | Novell                    |
| Jan Boven           | 28-02-1972        | Pays-Bas    | Espoirs                   |
| Erik Breukink       | 01-04-1964        | Pays-Bas    | ONCE                      |
| Johan Bruyneel      | 23-08-1964        | Belgique    | ONCE                      |
| Erik Dekker         | 21-08-1970        | Pays-Bas    | Novell                    |
| Viatcheslav Ekimov  | 04-02-1966        | Russie      | Novell                    |
| Richard Groenendaal | 13-07-1971        | Pays-Bas    | American Eagle            |
| Bert Hiemstra       | 09-08-1973        | Pays-Bas    | Espoirs                   |
| Marcel Luppes       | 11-09-1971        | Pays-Bas    | TVM                       |
| Robbie McEwen       | 24-06-1972        | Australie   | Espoirs                   |
| Koos Moerenhout     | 05-09-1973        | Pays-Bas    | Espoirs                   |
| Danny Nelissen      | 10-09-1970        | Pays-Bas    | TVM                       |
| Arvis Piziks        | 12-09-1969        | Lettonie    | Novell                    |
| Rolf Sørensen       | 20-04-1965        | Danemark    | MG Maglificio - Technogym |
| Léon van Bon        | 28-01-1972        | Pays-Bas    | Novell                    |
| Adrie van der Poel  | 17-06-1959        | Pays-Bas    | Collstrop - Lystex        |
| Edwig Van Hooydonck | 04-08-1966        | Belgique    | Novell                    |
| Aart Vierhouten     | 19-03-1970        | Pays-Bas    | Espoirs                   |
| Henk Vogels         | 31-07-1973        | Australie   | Novell                    |

## Résultats
Victoires sur le circuit professionnel
| Date        | Course                                                      | Pays       | Vainqueur          |
| ----------- | ----------------------------------------------------------- | ---------- | ------------------ |
| 3 mars      | Kuurne-Bruxelles-Kuurne                                     | Belgique   | Rolf Sørensen      |
| 7 mars      | 2e étape du Tour de Murcie                                  | Espagne    | Robbie McEwen      |
| 9 mars      | 4e étape du Tour de Murcie                                  | Espagne    | Viatcheslav Ekimov |
| 13 mars     | 1re étape de Tirreno-Adriatico                              | Italie     | Léon van Bon       |
| 19 mars     | 7e étape de Tirreno-Adriatico                               | Italie     | Rolf Sørensen      |
| 24 mars     | Rund um Rhede                                               | Allemagne  | Aart Vierhouten    |
| 4 avril     | Classement général des Trois Jours de La Panne              | Belgique   | Viatcheslav Ekimov |
| 6 avril     | Seraing-Aken-Seraing                                        | Belgique   | Erik Dekker        |
| 18 avril    | 4e étape du Teleflextoer                                    | Pays-Bas   | Jan Boven          |
| 21 avril    | 7e étape du Teleflextoer                                    | Pays-Bas   | Aart Vierhouten    |
| 1er mai     | 1re étape du Tour DuPont                                    | États-Unis | Arvis Piziks       |
| 4 mai       | 4e étape du Tour DuPont                                     | États-Unis | Léon van Bon       |
| 30 mai      | 1re étape de Vienne-Rabenstein-Gresten-Vienne               | Autriche   | Robbie McEwen      |
| 31 mai      | 2e étape de Vienne-Rabenstein-Gresten-Vienne                | Autriche   | Henk Vogels        |
| 2 juin      | Classement général de Vienne-Rabenstein-Gresten-Vienne      | Autriche   | Léon van Bon       |
| 17 juin     | Classement général du Tour de Suède                         | Suède      | Michael Blaudzun   |
| 4 juillet   | 2e étape du Tour de Rhénanie-Palatinat                      | Allemagne  | Robbie McEwen      |
| 5 juillet   | 6e étape du Tour de France                                  | France     | Michael Boogerd    |
| 7 juillet   | 5e étape B du Tour de Rhénanie-Palatinat (contre-la-montre) | Allemagne  | Michael Blaudzun   |
| 13 juillet  | 13e étape du Tour de France                                 | France     | Rolf Sørensen      |
| 14 juillet  | Luk Cup                                                     | Allemagne  | Robbie McEwen      |
| 20 juillet  | 3e étape de l'Hofbrau Cup                                   | Allemagne  | Johan Bruyneel     |
| 27 juillet  | 1re étape du Circuit franco-belge                           | Belgique   | Koos Moerenhout    |
| 28 juillet  | Classement général du Circuit franco-belge                  | Belgique   | Koos Moerenhout    |
| 10 août     | 4e étape B du Tour du Danemark                              | Danemark   | Rolf Sørensen      |
| 10 août     | Giant Drielandenomloop                                      | Pays-Bas   | Danny Nelissen     |
| 13 août     | Prologue du Regio Tour (contre-la-montre)                   | Allemagne  | Erik Dekker        |
| 16 août     | 3eb étape du Regio Tour (contre-la-montre)                  | Allemagne  | Robbie McEwen      |
| 21 août     | Course des raisins                                          | Belgique   | Erik Breukink      |
| 23 août     | 4e étape du Tour du Limousin                                | France     | Arvis Piziks       |
| 29 août     | 3e étape B du Tour des Pays-Bas (contre-la-montre)          | Pays-Bas   | Rolf Sørensen      |
| 31 août     | Classement général du Tour des Pays-Bas                     | Pays-Bas   | Rolf Sørensen      |
| 7 septembre | 4e étape du Tour de l'Avenir                                | France     | Robbie McEwen      |
| 9 septembre | 6e étape du Tour de l'Avenir                                | France     | Henk Vogels        |
| 11 octobre  | 1re étape B du Herald Sun Tour                              | Australie  | Robbie McEwen      |
| 12 octobre  | 2e étape du Herald Sun Tour                                 | Australie  | Arvis Piziks       |
| 15 octobre  | 5e étape du Herald Sun Tour                                 | Australie  | Arvis Piziks       |
| 18 octobre  | 8e étape B du Herald Sun Tour                               | Australie  | Robbie McEwen      |
| 19 octobre  | 9e étape du Herald Sun Tour                                 | Australie  | Henk Vogels        |
| 20 octobre  | 10e étape B du Herald Sun Tour                              | Australie  | Robbie McEwen      |

Championnats nationaux
| Date    | Course                                       | Pays     | Vainqueur   |
| ------- | -------------------------------------------- | -------- | ----------- |
| 26 juin | Championnat des Pays-Bas du contre-la-montre | Pays-Bas | Erik Dekker |